# Tomi Petrescu
Tomi Petrescu (Jyväskylä, 24 luglio 1986) è un calciatore finlandese, attaccante del Blackbird.

## Biografia
Il cognome tradisce l'origine rumena della famiglia paterna. Ha un fratello più grande (Stefan) che gioca anch'egli nel campionato finlandese.

## Carriera

### Club
Cresciuto in Finlandia nel JJK, nel 2001 si trasferì in Inghilterra nel Leicester City. Dopo cinque anni nel calcio inglese, ritornò nel campionato finnico nelle file dell'Inter Turku.
Dopo due stagioni a Turku, passò nel 2006 al Tampere United, con cui esordì nei preliminari della UEFA Champions League, realizzando una rete contro il Levski Sofia, ed anche in Coppa UEFA segnando una rete al Bordeaux nel Primo turno.
Nel gennaio del 2009 è passato in prestito all'Ascoli, nella Serie B italiana
esordendo il 7 marzo (Grosseto-Ascoli 1-0) e totalizzando solo un'altra presenza. Finito il prestito è tornato al Tampere United.

### Nazionale
Si mise in luce a livello internazionale durante il Campionato mondiale di calcio Under-17 2003, realizzando due delle tre reti complessive segnate dalla Finlandia.
È stato titolare della Nazionale finlandese under 21 con la quale ha segnato quattro gol (due delle quali contro la Danimarca e la Scozia) contribuendo al raggiungimento della qualificazione alla fase finale del Campionato europeo di calcio Under-21 2009.

## Palmarès

### Club

#### Competizioni nazionali
- Veikkausliiga: 1

Tampere United: 2007
- Suomen Cup: 2

Tampere United: 2007
Honka: 2012